# 维拉里卡
维拉里卡（義大利語：Villaricca），是意大利那不勒斯省的一个市镇。总面积6.85平方公里，人口30141人，人口密度4400.1人/平方公里（2009年）。ISTAT代码为063087。